# LARME
《LARME》（日语：ラルム）是株式會社LARME（2020年3月設立）發行面向女性的時尚雜誌。2012年9月創刊。雜誌名「LARME」在法語中是「眼淚」的意思。以繪本、ARTBOOK、想要一直放在身邊的東西為主題，採用平裝、雪銅紙的封面形式。

## 來歷
曾是德間書店發行面向女性的時尚雜誌。由在Inforest從事女性時尚雜誌編輯的中郡暖菜擔任主編，2012年9月創刊，緊接著12月發售的第2號即日重版，第3號10萬部，第4號15萬部的銷售記錄。從2013年5月發售號（04）開始隔月發行。到2014年9月是創刊第二周年，發行量達到了約20萬部。
創刊主編是當時26歲的中郡暖菜。這是德間書店史上最年輕的主編就任。創刊以來，以數位三位數的連續號碼「001」、「002」的形式發行，「003」以後成為奇數月17日發售的隔月刊雜誌。2016年11月發售號（024）最後中郡辭去主編一職，2017年1月發售號（025）開始在新主編板倉由佳的領導下形成了編輯體制。
2020年3月17日發售號（045）發售之後停刊，今後將把資源集中在網路相關方面，關於停刊的理由公司表示「近年來，雜誌市場整體縮小，讀者的喜好也多樣化，鑒於各種各樣的狀況决定停刊」。之後，創刊主編中郡成立了新的LARME股份有限公司，决定從德間書店接受業務轉讓後復刊。9月17日，復刊號2020年秋季號（046）發售。

## 目標年齡層
對象接受層是10代後半到20代的女性。「又甜又可愛的女孩子的時尚繪本」為概念的隔月刊雜誌，不僅是作為時尚雜誌展示時尚，展示精緻的世界觀也是其特色。
復刊後主要目標層不變，也將致力於在SNS上發佈資訊。但是，也有讀者責備說「這不是我所知道的《LARME》」。對此，中郡說：「不管誰說什麼，我做的就是《LARME》」這樣回答著採訪。

## 模特兒
過去，逢澤莉娜、AMO、池上紗理依、池田巧克力、遠藤新菜、大川藍、大澤玲美、佐藤瀬奈、白井那奈、都丸紗也華、永尾瑪利亞、皆方由衣、Mogan茉愛羅、山本Sonia、鷲尾伶菜、渡邊美優紀等曾擔任該雜誌的常規模特兒。
在迎來創刊2周年的2014年9月發售號（012）的時候，白石麻衣、菅野結以及中村里砂被聘請擔任常規模特兒。
截止到2016年10月，吉木千沙都、白石麻衣、菅野結以、黑瀧瑪麗亞、永尾瑪利亞、西 Monaca（西 もなか）、斎藤Mirai、松野莉奈、加藤Nana、河西美希、佐藤麗奈等擔任常規模特兒。櫸坂46的渡邊梨加從2017年9月發售號（029）成為常規模特兒。
2018年5月發售號（033）開始，除了上述的模特兒外，山本舞香和小栗有以（AKB48）也成為了常規模特兒。2018年7月號白石麻衣從常規模特兒畢業。
現時的常規模特兒如下：
- 河西美希
- 菅野結以
- 黑瀧瑪麗亞
- 斎藤Mirai
- 中村里砂
- 西 Monaca（西 もなか）
- 吉木千沙都
- 渡邊梨加（櫸坂46）
- 加藤Nana
- 田中芽衣（日语：田中芽衣）
- 吉田朱里
- 山本舞香
- 小栗有以

2020年8月20日，LARME×LINE LIVE MODEL AUDION結果發表，第一名是天音Miho擔任一年的常規模特兒。2020年9月，桃色幸運草Z的佐佐木彩夏、奈葉、景井陽菜擔任常規模特兒。在2020年10月，越智由良乃加入常規模特兒。

## 評論
創刊主編中郡暖菜是被稱為「夜總會小姐的聖經」的雜誌《小惡魔ageha》全盛時期的編輯工作人員，加上創刊的經過，興起的時期正好和《小惡魔ageha》沒落的時期重合。以及，「病」和「憂鬱感」的共鳴和時尚化、廣告標語的認真程度、照片的修正情况等方面，從這一點來看，和《小惡魔ageha》的類似性和差異有時會成為討論的焦點。因《陪酒女郎的社會學》等著作而為人熟知的作家北条加耶，在《小惡魔ageha》全盛期的著名主編中條壽子的手下積累了編輯經驗，作為繼承《小惡魔ageha》DNA的雜誌，其特徵是「整體上柔和的顏色」，偶像組合乃木坂46的白石麻衣、原《Popteen》在籍模特兒菅野結以、原《小惡魔ageha》在籍模特兒黑瀧瑪麗亞等，從起用的模特兒陣容來看，該雜誌也被評估為「既不適合辣妹也不受歡迎」、「又甜又鬆軟的感覺」等像寫真集一樣所構成的雜誌。
2020年，復刊時受到了讀者和評論家的責備。《少女般幻想的世界》的風格，在復刊時起用了網紅，成為了「量産型·地雷系」特集等有現實感的雜誌版風格。儘管事前進行了收費模式的模特兒甄選，復刊後發行的第一本雜誌，由於沒有刊登甄選會中勝出的拍攝被擴散開來，最後依然沒能給出理由。雖然發表了將在下一期刊登的消息，但是很多支持的粉絲表達了不信任。

## 資料來源
1. ↑  . Fashion Headline (Fashion Headline Ltd.). 2014-04-01  [2020-03-19]. （原始内容存档于2020-03-19） （日语）.
2. ↑  .  (Mynavi Corporation).   [2020-03-19]. （原始内容存档于2020-03-19） （日语）.
3. ↑  . modelpress (Netnative Inc.). 2013-05-17  [2020-03-19]. （原始内容存档于2019-06-09） （日语）.
4. ↑  . modelpress (Netnative Inc.). 2013-05-14  [2020-03-19]. （原始内容存档于2019-06-09） （日语）.
5. 1 2 3 4  . TOKYO POP LINE (). 2014-09-17  [2020-03-19]. （原始内容存档于2019-12-29） （日语）.
6. ↑  . 日刊SPA! (). 2014-03-17  [2020-03-19]. （原始内容存档于2020-03-19） （日语）.
7. ↑  . PR TIMES (PR TIMES, Inc.). 2019-02-07  [2020-03-19]. （原始内容存档于2020-03-19） （日语）.
8. 1 2  . PR TIMES (PR TIMES, Inc.). 2016-11-17  [2020-03-19]. （原始内容存档于2020-03-19） （日语）.
9. ↑  . modelpress (Netnative Inc.). 2020-04-04  [2020-04-05]. （原始内容存档于2020-04-20） （日语）.
10. ↑  . WWD JAPAN (AIRCHILD PUBLISHING, LLC.). 2020-04-02  [2020-04-05]. （原始内容存档于2020-04-26） （日语）.
11. ↑  . modelpress (Netnative Inc.). 2020-06-05  [2020-12-17]. （原始内容存档于2020-10-02） （日语）.
12. 1 2  . FASHIONSNAP.COM (RECO ORLANDO inc.). 2020-06-05  [2020-12-17]. （原始内容存档于2020-12-17） （日语）.
13. ↑  . PR TIMES (PR TIMES, Inc.). 2020-09-17  [2020-12-17]. （原始内容存档于2020-12-17） （日语）.
14. ↑  . ORICON NEWS (oricon ME inc.). 2020-10-15  [2020-12-17]. （原始内容存档于2020-11-06） （日语）.
15. ↑  . modelpress (Netnative Inc.). 2017-02-08  [2020-03-19]. （原始内容存档于2019-05-07） （日语）.
16. ↑  . modelpress (Netnative Inc.). 2017-05-22  [2020-03-19]. （原始内容存档于2020-03-19） （日语）.
17. ↑  . modelpress (Netnative Inc.). 2016-10-19  [2020-03-19]. （原始内容存档于2020-03-19） （日语）.
18. ↑  . 日刊スポーツ (). 2017-07-10  [2020-03-19]. （原始内容存档于2020-03-19） （日语）.
19. ↑  . TOKYO POP LINE (). 2017-09-16  [2020-03-19]. （原始内容存档于2020-03-19） （日语）.
20. ↑  . modelpress (Netnative Inc.). 2018-03-17  [2020-03-19]. （原始内容存档于2020-03-19） （日语）.
21. ↑  . modelpress (Netnative Inc.). 2018-05-17  [2020-03-19]. （原始内容存档于2020-03-19） （日语）.
22. ↑  . LARME. .   [2020-03-19]. （原始内容存档于2020-04-27） （日语）.
23. ↑  . LINE LIVE. LINE Corporation. 2020-08-11  [2020-12-17]. （原始内容存档于2020-12-17） （日语）.
. modelpress (Netnative Inc.). 2020-08-20  [2020-12-17]. （原始内容存档于2020-12-17） （日语）.
24. ↑  . messy (CYZO Inc.). 2014-09-25  [2020-03-19]. （原始内容存档于2020-03-19） （日语）.
25. ↑  . BLOGOS (LINE Corporation). 2014-04-18  [2020-03-19]. （原始内容存档于2020-03-19） （日语）.
26. ↑  . Real Sound. . 2020-10-11  [2020-12-17]. （原始内容存档于2020-12-17） （日语）.

## 外部連結
- LARME 官方網站（日語）
- LARME 舊官方網站，存于（日語）
- LARME的X（前Twitter）（日語）
- LARME的Instagram帳戶（日語）